# Sylvia Earle
Sylvia Alice Earle (Gibbstown, 30 de agosto de 1935) é uma oceanógrafa, exploradora, autora e palestrante estadunidense. Desde 1998 ela é uma exploradora em residência na National Geographic. Earle foi a primeira mulher nomeada cientista chefe da NOAA e foi nomeada pela Time Magazine como a primeira Heroína pelo planeta em 1998.

## Publicações
Earle escreveu mais de 150 publicações; uma seleção é listada aqui.
- Earle, Sylvia and Al Giddings (1980). Exploring the Deep Frontier: The Adventure of Man in the Sea. [S.l.]: National Geographic Society. ISBN 0-87044-343-7
- Earle, Sylvia (1996). Sea Change: A Message of the Oceans. [S.l.]: Ballantine Books. ISBN 0-449-91065-2
- Earle, Sylvia (1999). Dive: My Adventure in the Deep Frontier. [S.l.]: National Geographic Children's Books. ISBN 0-7922-7144-0
- Earle, Sylvia (1999). Wild Ocean: America's Parks Under the Sea. [S.l.]: National Geographic Society. ISBN 0-7922-7471-7
- Earle, Sylvia (2000). Sea Critters. [S.l.]: National Geographic Children's Books. ISBN 0-439-28575-5
- Ellen, Prager and Earle, Sylvia (2000). The Oceans. [S.l.]: McGraw-Hill. ISBN 0-07-138177-5
- Earle, Sylvia (2001). Hello, Fish!: Visiting the Coral Reef. [S.l.]: National Geographic Children's Books. ISBN 0-7922-6697-8
- Earle, Sylvia (2001). National Geographic Atlas of the Ocean: The Deep Frontier. [S.l.]: National Geographic. ISBN 0-7922-6426-6
- Earle, Sylvia (2003). Jump into Science: Coral Reefs. [S.l.]: National Geographic Children's Books. ISBN 0-7922-6953-5
- Earle, Sylvia and Linda K. Glover (2008). Ocean: An Illustrated Atlas (National Geographic Atlas). [S.l.]: National Geographic. ISBN 1-4262-0319-5
- Earle, Sylvia (2009). The World Is Blue: How Our Fate and the Ocean's Are One. [S.l.]: National Geographic Books. ISBN 1-4262-0541-4
- Co-author (2011).  The Protection and Management of the Sargasso Sea: The golden floating rainforest of the Atlantic Ocean.  Summary Science and Supporting Evidence Case.  Sargasso Sea Alliance.
- Earle, Sylvia (2012).  The Sweet Spot in Time. Why the Ocean Matters to Everyone, Everywhere.  Virginia Quarterly Review, Fall.